# Ebeko
L'Ebeko, en russe Эбеко, est un volcan de Russie situé dans les îles Kouriles, sur Paramouchir. C'est l'un des volcans les plus actifs des îles Kouriles. Vers l'est, à ses pieds se trouve Severo-Kourilsk, la plus grande ville de Paramouchir.